# Tricentra albigutta
Tricentra albigutta är en fjärilsart som beskrevs av Dyar 1914. Tricentra albigutta ingår i släktet Tricentra och familjen mätare. Inga underarter finns listade i Catalogue of Life.